# Giuseppe Giacalone
Giuseppe Giacalone (Marsala, 1º ottobre 1918 – Perugia, 6 settembre 2006) è stato un critico letterario e scrittore italiano, severo studioso di Dante Alighieri.

## Biografia
Nacque a Marsala (TP) il 1º ottobre 1918. Dopo gli studi universitari e dopo la seconda guerra mondiale si trasferì in Umbria. Dapprima professore e preside nel liceo classico e nel magistrale, dal 1975 fu professore di storia della letteratura italiana nelle Università di Perugia e di Siena. 
È deceduto a Perugia il 6 settembre 2006. 
Durante il periodo della Resistenza ebbe modo di conoscere il grande dantista e filologo tedesco Auerbach, dal quale apprese la lettura figurale della Divina Commedia, allora conosciuta come ipotesi critica. E nel 1968 pubblicò il Commento alla Divina Commedia proprio con l'interpretazione figurale di Auerbach. Continuando gli studi critici su Dante, pubblicò altre edizioni della Divina Commedia nel 1988 e nel 2003, riscuotendo larghi apprezzamenti non solo in Italia, ma anche in Francia, in Russia e negli USA. La Sua opera letteraria spaziò largamente con pregevoli opere critiche della letteratura italiana da Boccaccio ad Manzoni; inoltre commentò in modo eccellente i Promessi Sposi e scrisse un'introduzione a Verga. Fondamentali rimangono La pratica della letteratura italiana: guida modulare alla storia della letteratura italiana, in 7 volumi, e L'identità dei testi. Letteratura Italiana per una didattica modulare, in 12 volumi. Notevoli i commenti a classici latini, da Virgilio ad Orazio, i romanzi e le commedie. È stato Presidente del Premio Nazionale di Poesia Aeclanum dal 1983 alla morte.
| Controllo di autorità | VIAF (EN) 11215552 · ISNI (EN) 0000 0000 6126 8810 · SBN CFIV027146 · BAV 495/156866 · LCCN (EN) n83032030 · GND (DE) 1268019615 · BNE (ES) XX1283923 (data) · J9U (EN, HE) 987007425198505171 · CONOR.SI (SL) 122204771 |